# 1933年特立尼达飓风
1933年特立尼达飓风（英語：1933 Trinidad hurricane）是有纪录以来在委内瑞拉产生飓风强度风力的三场北大西洋热带气旋之一，也是1933年大西洋飓风季第二场热带风暴和首场飓风，于6月24日在小安的列斯群岛以东形成。气旋向西移动，达到飓风强度后于6月27日吹袭特立尼达岛。风暴对该岛构成重创，估计损失数额约为300万美元。狂风刮倒许多树木，摧毁成百上千的房屋，致使约一千人流离失所。飓风之后又经过委内瑞拉东北部，导致停电和部分房屋受损。
进入加勒比海后，气旋保持向西北移动，于7月1日从牙买加南侧经过，岛上降下暴雨，部分公路和铁路被淹。7月3日，飓风经过古巴西部，狂风将成百上千的房屋摧毁，降水又令烟草作物受损。风暴接下来进入墨西哥湾，然后转向西进，于7月5日达到风力时速175公里的最高强度。7月8日，飓风袭击墨西哥东北部，然后迅速消散，该国受到气旋重创。此外，风暴还在德克萨斯州南部产生降水，当地旷日持久的旱情得以缓解。

## 气象历史
6月23日，西经40°海域附近出现东风波。次日，有船只在经过这片洋面期间发现闭合环流，表明东风波已在特立尼达岛以东约2090公里海域催生出热带低气压。气旋向西移动并逐渐增强，有船只于6月27日测得991毫巴（百帕，29.27英寸汞柱）气压，表明风暴已在特立尼达岛以东约280公里洋面达到飓风标准，成为1933年大西洋飓风季首场飓风。协调世界时6月27日晚21点左右，气旋以持续风速每小时137公里强度从特立尼达岛最南端登陆。经过该岛后，风暴又于6月28日凌晨2点以同样强度吹袭委内瑞拉北部的帕里亚半岛。1933年的《每月天气回顾》（Monthly Weather Review）在总结飓风季时指出，这场飓风是“已知最早经过这片海域”的飓风，同时也是“近50年来唯一经过特立尼达岛南侧和委内瑞拉东北角上空的”飓风。
袭击委内瑞拉约两小时后，风暴进入加勒比海东南部。接下来几天里，气旋向西北方向移动，强度基本保持不变。6月30日，有船只测得982毫巴（百帕，29英寸汞柱）气压，表明飓风风速约为每小时160公里。次日，风暴从牙买加南侧经过并略朝西面转向，之后又回转向西北移动。7月3日早上6点，气旋以风力时速160公里强度登陆古巴西部，并在经过该岛期间减弱，但进入墨西哥湾时依然有飓风强度。7月4日，风暴在美国东部上空强烈高气压区的影响下转向西面移动。有船只测得965毫巴（百帕，28.5英寸汞柱）气压，表明飓风经过重新强化于7月5日达到风力时速175公里的最高强度。气旋在最高强度下约保持18小时，并在此期间转向西进。7月8日凌晨1点，风暴从墨西哥坦皮科和德克萨斯州布朗斯维尔之间的中途位置附近登陆，登陆点离拉佩斯卡（La Pesca）很近，估计飓风登陆时的风速为每小时137公里左右。气旋上岸后在墨西哥东北部山区上空急剧减弱，最终于7月8日中午12点左右消散。

## 影响
行经特立尼达岛、委内瑞拉、牙买加和古巴期间，这场飓风至少夺走35条人命。气旋首先吹袭特立尼达岛，该岛南部受到价值约300万美元的破坏。岛上一座村庄有300套房屋被毁，数以千计的居民无家可归。岛上各地都有树木倒塌，许多道路被封，还有一棵树砸中汽车，车上男子身受重伤。岛上的可可产业同样受到重创。约有60个石油井架被狂风摧毁，倒塌的树木还令约18公里长的石油管道输送中断。特立尼达岛的石油产业因此受到重创，是20世纪30年代最严重的两起事故之一。狂风导致岛上各地都有输电线缆中断，但风暴过去仅三天后便全部修复。气旋还降下暴雨，许多房屋的屋顶被毁。首都西班牙港遭受的破坏程度很轻。全岛共有13人死亡，其中部分是在船只沉没后溺毙。风暴过去后，外界派船向受灾最重的塞德罗斯（Cedros）提供医疗援助和救灾物资。
飓风接下来袭击委内瑞拉东北部，该国以卡鲁帕诺、里奥卡里韦和玛格丽塔岛灾情最重。狂风致使电话和电报线路中断数天之久。风暴将许多房屋和渔船摧毁，损失数额有数百万委内瑞拉玻利瓦尔。该国的正式报告中称风暴期间有“多人丧生”。风暴以持续风速每小时137公里强度袭击委内瑞拉，截至2016年10月依然是有纪录以来第三场在该国产生飓风强度风力的北大西洋热带气旋，之前两场分别发生在1877年和1892年。
经过加勒比地区后，飓风又对牙买加构成影响。狂风将约20万棵香蕉树刮倒，该岛西部发生洪灾，公路和铁路受到影响。风暴接下来经过古巴西部，导致22人遇难，经济损失达400万美元。气旋产生的暴雨引发洪灾，同狂风共同影响，将比那尔德里奥省约100套房屋摧毁，有一名女子因房屋倒塌丧生。降水还令四条河流泛滥成灾，风暴引发的洪灾对当地烟草产业构成重创。风暴还令庄稼受损，狂风导致古巴西部的电话和电报线路中断。古巴首都哈瓦那虽然最高阵风时速达到110公里，但受到的破坏程度很轻。飓风过去后，总统格拉多·马查多派遣军队协助救灾、防范抢劫。
面对风暴威胁，美国气象局向佛罗里达州基韦斯特发布东南风暴警告。气旋在迈阿密降下小雨。7月5日，气象局还在风暴最后一次登陆前向布朗斯维尔至卡尔霍恩县奥康纳港（Port O'Connor）发布东南风暴警告，并且当天还向布朗斯维尔发布飓风警告。风暴最终袭击墨西哥东北部人烟稀少的地区，但还是导致多人死亡并造成严重破坏。狂风将树木刮倒，还令输电线缆中断，多幢房屋的屋顶受损。坦皮科附近海滩潮水高涨，导致部分车辆被毁，还有沿海建筑受损。受灾范围延伸到德克萨斯州，布拉索斯岛（Brazos Island）、伊莎贝尔港（Port Isabel）和阿兰萨斯港（Port Aransas）都被风暴潮淹没。伊莎贝尔港因潮水高涨致使十个码头受损，沿海建筑也受到破坏。狂风暴雨共同影响，导致德克萨斯州南部的棉花和水果作物受创。布朗斯维尔此前正经历旷日持久的旱灾，风暴产生的降水令灾情缓解。